# Donaldson Romeo
Donaldson Romeo (ur. 1962 w Salem) – polityk Montserratu. premier od 12 września 2014. Członek Demokratycznego Ruchu Ludowego.